# Président fédéral (Autriche)
Pour les articles homonymes, voir Président fédéral et Président fédéral (Allemagne).
Le président fédéral de la république d'Autriche (en allemand : Bundespräsident der Republik Österreich) est le chef de l'État de l'Autriche. Depuis 1951, il est élu au suffrage universel pour une période de 6 ans. Il est rééligible une seule fois.
Sa fonction et ses pouvoirs sont définis par l'article 60 de la loi sur la Constitution fédérale (Bundes-Verfassungsgesetz) dont l'article 19 précise qu'il dispose d'un pouvoir exécutif aux côtés des membres du gouvernement (Bundesminister), des secrétaires d'État, et des représentants régionaux.
Sur le plan protocolaire, il est le premier personnage de l'État devant le président du Conseil national, et le chancelier fédéral. Les prérogatives et compétences du président fédéral autrichien sont celles d'un régime parlementaire.
L'actuel titulaire de la fonction est Alexander Van der Bellen depuis le 26 janvier 2017.

## Histoire de la fonction
Lors des consultations sur la future Constitution fédérale (Bundesverfassung) qui débutent en 1918, les chrétiens-sociaux insistent sur la nécessité d'un chef d'État aux pouvoirs distincts du pouvoir exécutif. Jusqu'alors, cette fonction a été occupée par les présidents de l'Assemblée nationale constituante de la république d'Autriche allemande. Les sociaux-démocrates sont eux favorables à une fonction de Président national qui assume pleinement le rôle de chef d'État. Un compromis permettra de faire de la fonction de président fédéral un organe institutionnel séparé mais aux pouvoirs cependant limités. Le premier président fut élu par l'Assemblée fédérale.

## Élection du président
Le Président fédéral est élu au scrutin uninominal majoritaire à deux tours pour un mandat de six ans, renouvelable une seule fois de manière consécutive. Est élu le candidat qui remporte la majorité absolue des suffrages exprimés au premier tour. À défaut, un second tour est convoqué quatre semaines plus tard entre les deux candidats arrivés en tête du premier tour, et celui ayant recueilli le plus grand nombre de suffrages est déclaré élu.

### Conditions de candidature
L'article 60(3) de la loi sur la Constitution fédérale dispose : « ne peut être élu président fédéral que celui qui est éligible au Conseil national et qui a atteint l'âge de 35 ans avant le 1er janvier de l'année de l'élection ». 
Les articles 26(4) et 26(5) contiennent les conditions supplémentaires auxquelles renvoie l'article 60(3). Le candidat doit avoir la nationalité autrichienne à la date de référence et ne pas avoir fait l’objet d'une condamnation judiciaire.

#### Interdiction des Habsbourg
De l'indépendance du pays à 2011, les membres de maisons gouvernantes ou de familles ayant jadis gouverné sont exclus de l'éligibilité, soit les membres de la maison impériale et royale de Habsbourg-Lorraine ou de la maison de Habsbourg. 
Du fait d'une modification de la loi électorale et constitutionnelle datant du 1er octobre 2011 approuvée par les deux chambres du Parlement fédéral, ces familles peuvent désormais présenter leur candidature lors d'une élection présidentielle, soit pour la première fois lors de celle de 2016.

## Actes juridiques

### Principes généraux
Les actes juridiques du président fédéral sont en droit autrichien des résolutions (Entschliessungen) qui sur le fond doivent être ratifiées. Si la nomination et la prestation de serment d'un nouveau gouvernement font l'objet d'actes spécifiques, la destitution d'un gouvernement ne nécessite pas d'acte écrit, la décision devant alors simplement être communiquée aux membres du gouvernement.

### Proposition et ratification
Bien que le président fédéral dispose de larges prérogatives, son domaine d'action est néanmoins limité par l'article 67 : il est lié par les propositions du gouvernement fédéral et ses décisions sont soumises à ratification. Ses actions sont fondamentalement dépendantes d'une initiative du Gouvernement fédéral ou de l'un de ses représentants (ministre fédéral). De plus, ses décisions nécessitent une ratification (ou contreseing) du gouvernement ou du ministre compétent. Cette disposition limite de façon significative la possibilité d'initiatives personnelles du président fédéral.

## Compétences

### Nomination du gouvernement fédéral
L'article 70 de la loi sur la Constitution fédérale dispose que le président fédéral nomme le chancelier fédéral et, sur proposition de celui-ci, les membres du gouvernement et les secrétaires d'État. La nomination du chancelier fédéral n'est pas soumise à une règle écrite particulière. Néanmoins, comme le Conseil national peut par une motion de censure retirer sa confiance à un ou des membres du gouvernement ou à l'ensemble du gouvernement, le président fédéral est dans la pratique contraint de tenir compte de la majorité politique présente au Conseil national.

### Destitution du gouvernement fédéral
Selon l'article 70 de la loi sur la Constitution fédérale, en matière de destitution de l'ensemble du gouvernement fédéral ou du seul chancelier fédéral, le président fédéral n'est pas lié par une proposition du gouvernement : il peut alors librement décider une destitution. Seule la destitution d'un membre particulier du gouvernement est liée à une proposition du chancelier fédéral. Dans l'histoire institutionnelle récente, aucun gouvernement fédéral n'a été destitué contre la volonté de celui-ci.

### Dissolution du Parlement
Conformément à l'article 29, le président fédéral est en droit de dissoudre le Conseil national, chambre basse du Parlement, sur demande du gouvernement fédéral, mais une seule fois pour le même motif.

### Dissolution d'un Parlement régional
Le 1er paragraphe de l'article 100 permet au président fédéral de prononcer la dissolution d'un parlement régional (Landtag) dans les mêmes conditions que pour le Conseil national, mais la décision doit être approuvée à la majorité des deux tiers par le Conseil fédéral, chambre haute du Parlement.

### Promulgation des lois
Dans le processus législatif, le président fédéral est de par l'article 47(1) de la Constitution fédérale, en tant que « notaire d'État », tenu de promulguer les lois votées conformément à la constitution.

### Commandant suprême
Il est le chef de la Bundesheer (armée fédérale), sur le plan formel, mais ne dispose pas en pratique de pouvoir décisionnaire.

### Représentation de la République à l'étranger
L'article 65 dispose que le président fédéral représente l'État autrichien en tant qu'État en droit international et conclut les traités internationaux. L'article 50 précise que certains traités sont soumis à l'approbation du Conseil national.

### Pouvoir en cas d'état d'urgence
L'article 18(3) prévoit que le président fédéral peut « pour éviter un dommage à la collectivité, évident et irréparable » ordonner des mesures d'exception, à condition que le Conseil national n'ait pu être réuni à temps, et ce sur demande du Gouvernement fédéral après approbation de la commission compétente du Conseil national.

### Exécution des décisions de la Cour constitutionnelle
L'article 146(2) confie au président fédéral la charge d'exécuter les décisions de la Cour constitutionnelle quand celles-ci ne sont pas du ressort des instances juridiques ordinaires. La demande en est faite par la Cour constitutionnelle elle-même. Les prérogatives du chef d'État incluent un pouvoir d'intervention, et l'exécution des décisions peut concerner aussi bien les institutions régionales que fédérales, y compris la Bundesheer. Si une résolution (Entschliessung) du Président concerne une institution régionale ou fédérale, selon l'article 67 la décision ne nécessite pas de ratification.

### Autres
Le président fédéral est investi de plusieurs prérogatives caractéristiques de celles d'un chef d'État : il est en droit, selon l'article 65(2), de créer et décerner des titres honorifiques, ou des distinctions particulières à l'endroit de citoyens s'étant distingués dans leur profession. Il peut intervenir dans une procédure pénale, et dispose du droit de grâce pour les personnes en détention.

## Immunité et responsabilité

### Immunité
L'article 63 de la loi sur la Constitution fédérale assure au président fédéral, pour la période où il est en fonction, une immunité devant toute procédure judiciaire ou venant d'autres autorités de l'État. Des poursuites à son encontre ne peuvent être engagées qu'avec l'assentiment de l'Assemblée fédérale. Les poursuites contre le président fédéral doivent faire l'objet d'une demande au Conseil national : si celui-ci approuve les poursuites, le Chancelier fédéral convoque l'Assemblée fédérale qui se prononce sur cette approbation.

### Accusation devant la Cour constitutionnelle (responsabilité civile)
L'article 142(2) dispose que le président fédéral peut être accusé auprès de la Cour constitutionnelle d'enfreindre la Constitution fédérale : une décision du Conseil national ou du Conseil fédéral est alors nécessaire. Dans ce cas, le chancelier convoque l'Assemblée fédérale qui se prononce alors sur la mise en accusation : l'article 68 dispose que la moitié des représentants du Conseil national et du Conseil fédéral doivent être présents et que lors du vote la majorité des deux tiers doit être atteinte.

### Destitution (responsabilité politique)
Selon l'article 60(6), le président fédéral ne peut être destitué que par une Volksabstimmung (Österreich) (de) (une forme voisine d'un référendum en Autriche). Le Conseil national doit convoquer l'Assemblée fédérale pour qu'elle se prononce sur la nécessité d'une telle consultation.

## Sources
- (de) Cet article est partiellement ou en totalité issu de l’article de Wikipédia en allemand intitulé « Bundespräsident (Österreich) » (voir la liste des auteurs).

## Compléments